# Otto Olsson
Otto Olsson (19 de diciembre de 1879-1 de septiembre de 1964) fue un compositor sueco.

## Biografía
Otto Olsson fue uno de los más reconocidos virtuosos del órgano de su tiempo. Estudió órgano con Lagergren y composición con Dente de la Real Academia Sueca de Música, y luego se unió a la facultad, donde fue profesor de armonía (1908-24) y posteriormente de órgano (1924-45). También fue organista en la Iglesia Gustavo Vasa de Estocolmo. Se convirtió en miembro de la Real Academia Sueca de Música en 1915.
Empleó su sólida formación en contrapunto, combinado con una afinidad para la música de órgano francesa, para desarrollar su estilo de composición tardorromántico. También le interesaba la música antigua y utilizó las técnicas del canto llano del canto Gregoriano en su Gregorianska melodier. Exploró la politonalidad en sus obras, un avance que no se encuentra en otras obras suecas de la época. Además de muchas bellas obras para órgano, así como obras instrumentales y corales, su obra más conocida es su Te Deum, una gran pieza para coro, cuerda de la orquesta, arpa y órgano.
Como maestro, influyó en muchos músicos de iglesia suecos, y fue importante en el desarrollo de la  música de iglesia en Suecia, que había sufrido un largo período de declive, al haber servido como miembro de comités oficiales que supervisaban la liturgia y la himnología. También compuso algunos Salmos para su uso en misa y escribió dos libros didácticos, sobre el arte del canto coral y el canto de salmos.

## Obras

### Coral
- Advents och julsånger, para coro mixto y órgano (1917)
  - Advent
  - Julsång
  - Gammal julvisa
  - Davids 121 psalm
  - Nyårspsalm
  - Guds Son är fødd (bearbetning af folkvisa)
  - Det brinner en stjärna i Österland
  - Jungfru Marias lovsång
- Gregorianska melodier (Seis melodías gregorianas), Op. 30 (1910)
- Sex latinska hymner (Seis himnos latinos), para coro a capela, Op. 40 (1919) 
  - Psalmus CXX
  - Canticum Simeonis
  - Psalmus CX
  - Jesu dulcis memoria
  - Ave Maris Stella
  - Rex gloriose martyrum
- Tres coros en latín
  - Jesu corona celsior (for Uppsala Domkyrkas Gosskör)
  - Auctor beate saeculi
  - Aeterne Rex altissime
- Te Deum para coro, órgano, cuerdas y arpa, Op. 25 (1905-1906)
- Arreglos de obras folclóricas y otras obras para coro masculino

### Órgano
- Miniatyrer (Miniaturas), Op. 5 (c.1895-1900)
- Cinco cánones, Op. 18 (1903-1910)
- Suite en sol, Op. 20
- Credo Symphoniacum (1918)
- Fantasía y fuga sobre la coral "Vi lofva dig, o store Gud", Op. 29 ("para teclas blancas", o modo frigio)
- 12 orgelstycken över koralmotiv, Op. 36
- Sonata para órgano en mi mayor, Op. 38
- Preludio y fuga en do sostenido menor, Op. 39 (1910)
- Variaciones sobre "Ave maris stella", Op. 42
- 5 Trios, Op. 44 (?1911)
- Credo symphoniacum, Op. 50 (1925)
- Preludio y fuga en fa sostenido menor, Op. 52 (1918)
- Preludio y fuga en re sostenido menor, Op. 56 (1935)

### Orquesta
- Sinfonía en sol menor, Op. 11 (1901-1902)
- Requiem en sol menor, Op. 13 (1903, estreno en Estocolmo, Nov. 1976)[1]
- Te Deum, Op. 25 (1906)

### Música de cámara
- Cuarteto de cuerda, Op. 10
- Cuarteto de cuerda n.º 2 (1906)
- Cuarteto de cuerda n.º 3 (1947)[1]